# Māris Veršakovs
Māris Veršakovs (* 13. Januar 1986 in Dobele, Lettische SSR) ist ein lettischer Handballspieler. Veršakovs ist 1,92 m groß und spielt meist im mittleren Rückraum.

## Vereinskarriere
Māris Veršakovs begann in seiner Heimatstadt mit dem Handballspiel; später kam er ins Jugendinternat von ASK Riga, wo er auch 2003 in der ersten lettischen Liga debütierte. Mit seinem Team gewann er 2005, 2006 sowie 2007 die lettische Meisterschaft, zweimal wurde er zu Lettlands Spieler des Jahres gewählt. Durch gute Leistungen empfahl er sich für ein Engagement im Ausland; 2007 wurde er vom deutschen Zweitligisten SG Achim/Baden unter Vertrag genommen. Bei den Niedersachsen avancierte er zum Leistungsträger, so dass er ins Blickfeld von Erstligisten geriet. Zur Saison 2008/09 wechselte er für kurze Zeit zum TUSEM Essen, wo er als Nachfolger von Dávid Katzirz fungierte. Über den ASV Hamm kam er im Januar 2010 zum VfL Edewecht.
Im Jahr 2011 schloss er sich dem Drittligisten SV Beckdorf an. In der Saison 2012/13 war er mit 250 Toren bester Werfer aller Staffeln der 3. Liga. Im Sommer 2016 wechselte er zum Ligakonkurrenten HSG Nord HU. Ab der Saison 2017/18 stand er beim Drittligisten TGS Pforzheim unter Vertrag. Im Sommer 2019 schloss er sich dem lettischen Verein Tenax Dobele an. Seit 2021 spielt er in Italien für den Pallamano Secchia Rubiera. Seit 2022 spielt er in Italien für den SSV Brixen.

## Nationalmannschaft
Māris Veršakovs hat bisher 90 Länderspiele für die lettische Nationalmannschaft bestritten.